# Levenhookia octomaculata
Levenhookia octomaculata är en tvåhjärtbladig växtart som beskrevs av Rica Erickson och J. H. Willis. Levenhookia octomaculata ingår i släktet Levenhookia och familjen Stylidiaceae. Inga underarter finns listade i Catalogue of Life.